# Листопадне шуме умерених предела
Лишћарске листопадне шуме се развијају на просторима у којима влада умерено-континентална клима. Ових шума има и у Србији.

## Биоценоза лишћарских листопадних шума
Као и у свим осталим шумама, биоценоза лишћарских листопадних шума је уређена по спратовима.
- Спрат дрвећа гради једна до неколико врста високог дрвећа (фанерофита), нпр. бели граб, сладун, цер, буква, лужњак, китњак, јавор. Од животиња у овом спрату налазе се бројне птице, инсекти и арбореални сисари (нпр. веверица).
- Спрат жбунова граде ниске дрвенасте биљке у форми нанофанерофита и хамефита (нпр. глог, леска, трњина, божиковина), а од животиња најчешће су ситне птице (славуј, сеница, царић), инсекти, пауци и пужеви.
- Приземни спрат граде зељасте биљке (маховине, папрати, шумска јагода), плодоносна тела гљива (вргањ, мухара), и по који лишај.